# 波茨坎普 (密西西比州)
波茨坎普（英語：Potts Camp）是位於美國密西西比州馬歇爾縣的城鎮。

## 人口
根據2020年美國人口普查的數據，波茨坎普的面積為2.52平方千米，皆為陸地。當地共有人口416人，而人口密度為每平方千米165人。